# Carburator
Carburatorul este un dispozitiv din sistemul de alimentare destinat să asigure dozajul necesar dintre benzina și aerul care formează amestecul carburant, astfel ca motorul cu ardere internă cu aprindere prin scânteie să poată fi utilizat în diferite regimuri de funcționare. Carburatorul este astfel construit încât să asigure dozarea și pulverizarea benzinei, vaporizarea sa parțială și amestecarea cu aerul în proporțiile necesare unei arderi cât mai complete.
Carburatoarele actuale sunt construcții complexe, însă la baza principiului lor de funcționare stă carburatorul elementar. Carburatoarele motoarelor moderne sunt derivate din carburatorul elementar prin îmbunătățire, fiind dotate cu diferite dispozitive destinate să corecteze dozarea combustibilului și formarea amestecului în funcție de regimul și condițiile variabile de funcționare a motoarelor.
Carburatorul elementar este format din cameră de nivel constant, cameră de amestec, conducta de legătură dintre cele două camere, jiclor, flotor (plutitor), supapă cu ac, difuzor și clapetă de obturare.

## Funcționare
Camera de nivel constant este alimentată cu benzină din rezervor de către pompa de combustibil. În momentul în care benzina ajunge la un nivel dat în camera de nivel constant, plutitorul - prin intermediul unei pârghii care se rotește în jurul unui ax - împinge în sus acul de obturare, închizând supapa cu ac și întrerupând alimentarea carburatorului cu benzină. În timpul admisiei, aerul atmosferic este aspirat în cilindrii motorului cu viteză ridicată, prin filtrul de aer, difuzor și camera de amestec, într-o cantitate proporțională cu deschiderea clapetei camerei de amestec.
La trecerea prin difuzor, viteza aerului crește producându-se o depresiune în secțiunea minimă a difuzorului, ceea ce determină antrenarea în mișcare a combustibilului din jiclor, pulverizarea, vaporizarea parțială și amestecarea acestuia cu aerul.
Sub efectul aspirării unei cantități de benzină, nivelul acesteia în camera de nivel constant scade și flotorul coboară, iar acul de obturare deschide accesul benzinei în carburator până când nivelul H se restabilește și supapa se închide din nou.Aceste procese se repetă permanent în timpul funcționării motorului, asigurând alimentarea continuă a cilindrului cu amestec carburant, în care combustibilul și aerul intră în proporții favorabile desfășurării arderii. În acest scop, jiclorul este străbătut de un orificiu calibrat la o dimensiune stabilită corespunzător cu proporția de benzină necesară în volumul de amestec aspirat în cilindru la timpul de admisie.
Mărimea secțiunii de trecere a camerei de amestec se reglează cu ajutorul clapetei de obturare și limitează cantitatea de amestec carburant aspirat în cilindru, stabilind astfel, după necesitate, regimul de funcționare al motorului.
Deoarece carburatorul elementar nu asigură dozaje corectate la toate regimurile de funcționare a motorului, în practică se utilizează carburatoare complexe prevăzute cu diferite dispozitive de corecție a dozării și procesului de formare a amestecului.Cele mai utilizate dispozitive în acest scop sunt cele destinate să asigure compensarea debitului de combustibil, frânarea pneumatică, modificarea secțiunii jiclorului, modificarea simultană a debitului de aer și combustibil, îmbogățirea amestecului la pornire și alți parametri.
Pentru mersul în gol și la sarcini reduse, carburatoarele obișnuite sunt prevăzute cu un jiclor dimensionat corespunzător (jiclorul de mers în gol), pentru funcționarea în sarcină cu un jiclor principal și cu un jiclor compensator.
Unele carburatoare sunt dotate cu dispozitive denumite pompe de accelerare pentru reglarea regimului de accelerare a turației motorului.